# John Sladek
John Thomas Sladek (* 15. Dezember 1937 in Waverly, Iowa; † 10. März 2000 in Edina, Minnesota) war ein US-amerikanischer Autor, der in erster Linie Science-Fiction-Literatur schrieb. Bekannt war er für seine satirischen und oft surrealen Romane und Erzählungen.

## Leben
Sladek studierte anfangs Maschinenbau, sattelte dann aber auf englische Literatur um. Das Studium an der University of Minnesota brach er 1959 ab und arbeitete in einer Reihe unterschiedlicher Jobs, er reiste in den 1960er Jahren durch Europa und siedelte sich in England an. 1966 erschien seine erste SF-Kurzgeschichte The Poets of Millgrove, Iowa (dt. „Die Dichter von Millgrove, Iowa“) in Michael Moorcocks britischem New-Wave-SF-Magazin New Worlds; eine verstörende Satire über einen heimgekehrten Astronauten, der die daheimgebliebenen Kleinstadtbewohner nach seiner Rückkehr aus dem Weltraum nicht mit Heldengeschichten füttert, sondern sie wüst beschimpft. Auch in den folgenden Jahren publizierte er dort immer wieder satirische SF-Geschichten. Mit dem New Worlds Autor Thomas M. Disch schrieb er zwei Romane, die sie unter den gemeinschaftlichen Pseudonymen "Cassandra Knye" und "Thom Demijohn" veröffentlichten. Thom Demijohns Buch ist ein böser Kriminalroman über einen geldgierigen Vater. Als seine Tochter Alice vom Vater ihrer Mutter zur Alleinerbin eingesetzt wird und er leer ausgeht, inszeniert er eine Entführung. Alice wird mit hauttönenden Medikamenten und neuer Frisur in eine Schwarze verwandelt und in Virginia in einem ehemaligen Begräbnisinstitut, jetzt einem kleinen Bordell, gefangen gehalten.
The Reproductive System („Die stählerne Horde“) aus dem Jahre 1968 war Sladeks erster SF-Roman. Er beschreibt ein außer Kontrolle geratenes Projekt einer sich selbst vervielfältigenden Maschine. 1970 erschien The Müller-Fokker Effect („Der Müller-Fokker-Effekt“), ein Roman über einen Mann, dessen Bewusstsein auf einem Computerband kopiert wurde, voller Seitenhiebe auf Religion, Big Business, Patriotismus und Herrenmagazine. Roderick or the Education of a Young Machine („Roderick oder die Erziehung einer Maschine“) und Roderick at Random („Roderick II - Lehr- und Wanderjahre einer Maschine“) greifen auf ein häufig eingesetztes literarisches Mittel zurück: Die Beschreibung der Wirren der Welt aus der Sicht eines unschuldigen Wesens. Nur dass der Unschuldige hier ein von der NASA entwickelter Roboter ist, der nach der Einstellung des Projekts von einem Ehepaar in Nebraska aufgezogen wird.
Der 1983 erschienene Roman Tik-tok („Tick-Tack“) gewann den BSFA Award. Ein diesmal soziopathischer Roboter, dem die für die Moral zuständigen Asimovschaltkreise fehlen, schafft es, Vizepräsidentschaftskandidat der USA zu werden.
Sladek wurde von der SF-Kritik sehr gelobt, war aber nie kommerziell erfolgreich. Nach seiner Scheidung und nach achtzehn Jahren in London, kehrte er 1986 in die USA, nach Minneapolis, zurück, wo er 1994 wieder heiratete und als technischer Redakteur in der Computerbranche arbeitete. Zweiundsechzigjährig starb er 2000 an einer chronischen, angeborenen Atemwegserkrankung. 

## Bibliografie
Die Serien sind nach dem Erscheinungsjahr des ersten Teils geordnet.
Wird bei Kurzgeschichten als Quelle nur Titel und Jahr angegeben, so findet sich die vollständige Angabe bei der entsprechenden Sammlung.
Thackeray Phin (Kriminalromanserie)
- 1 Black Aura, Jonathan Cape, 1974, ISBN 0-224-00981-8
  - Schwarze Aura. Ullstein Krimi #10282, 1985, Übersetzer Thomas Schlück, ISBN 3-548-10282-4.
- 2 Invisible Green, Gollancz, 1977, ISBN 0-575-02315-5
  - Unsichtbares Grün. Ullstein Krimi #10322, 1985, Übersetzer Thomas Schlück, ISBN 3-548-10322-7.

Heavens Below: Fifteen Utopias (Kurzgeschichtenserie)
- 1 Getting There Is (n-1/n)th the Fun (1975)
- 2 The Bright Side (1975)
- 3 Mr. and Ms. America (1975)
- 4 Empty Promise (1975)
- 5 The Paradise Problem (1975)
- 6 What Changed Doyster’s Mind (1975)
- 7 Handout (1975)
- 8 Assessment (1975)
- 9 Art News (1975)
- 10 Pax Gurney (1975)
- 11 A Fable (1975)
- 12 Utopia: A Financial Report (1975)
- 13 Utopiary (1975)
- 14 Luck (1975)
- 15 A Picnic (1975)

Roderick (Romanserie)
- 1 Roderick or The Education of a Young Machine, Granada, 1980, ISBN 0-246-11437-1 (auch als Roderick)
  - Roderick oder die Erziehung einer Maschine. Droemer Knaur (Knaur Science Fiction & Fantasy #5750), 1982, Übersetzer Joachim Körber, ISBN 3-426-05750-6.
- 2 Roderick at Random, Granada, 1983, ISBN 0-586-05231-3 (auch als Roderick at Random or The Further Education of a Young Machine)
  - Roderick II: Lehr- und Wanderjahre einer Maschine. Droemer Knaur (Knaur Science Fiction & Fantasy #5773), 1984, Übersetzer Joachim Körber, ISBN 3-426-05773-5.
- Roderick Goes to School (1981, Kurzgeschichte)
- The Complete Roderick (2001, Sammelausgabe von 1 und 2)
  - Robot Roderick: Kindheit und Jugend einer begabten Maschine. Heyne (Bibliothek der Science Fiction Literatur #86), 1992, Übersetzer Joachim Körber, ISBN 3-453-05419-9.

Romane
- The House That Fear Built, Paperback Library, 1966, OCLC 974207676 (mit Thomas M. Disch, als Cassandra Knye)
- The Castle and the Key, Paperback Library, 1967, OCLC 9063646 (als Cassandra Knye)
- The Reproductive System, Gollancz, 1968, ISBN 0-575-00081-3 (auch als Mechasm, 1968)
  - Die stählerne Horde. Droemer Knaur (Knaur Science Fiction & Fantasy #5742), 1981, ISBN 3-426-05742-5.
- Black Alice, Doubleday, 1968, OCLC 442499 (mit Thomas M. Disch, auch als Thom Demijohn)
- The Müller-Fokker Effect, Hutchinson, 1970, ISBN 0-09-102480-3
  - Der Müller-Fokker-Effekt. Gebühr, 1970, Übersetzerin Margaret Carroux, ISBN 3-920014-04-9.
- Tik-Tok, Gollancz, 1983, ISBN 0-575-03336-3
  - Tick-Tack. Ullstein Science-Fiction # 31115, 1985, Übersetzer Michael Windgassen, ISBN 3-548-31115-6.
- Bugs, Macmillan UK, 1989, ISBN 0-333-49060-6
- Wholly Smokes, Cosmos Books / Wildside Press, 2003, ISBN 1-59224-109-3

Sammlungen
- The Steam-Driven Boy and Other Strangers, Panther, 1973, ISBN 0-586-03801-9
  - Das Momster und andere Aliens. Heyne-Science-Fiction & Fantasy #4432, 1987, Übersetzer Ronald M. Hahn, ISBN 3-453-00445-0.
- Keep the Giraffe Burning, Panther / Granada, 1977, ISBN 0-586-04757-3
  - Lass die Giraffe brennen. Heyne-Science-Fiction & Fantasy #4567, 1987, ISBN 3-453-03155-5
- The Best of John Sladek, Pocket Books, 1981, ISBN 0-671-83131-3
- Alien Accounts, Granada, 1982, ISBN 0-586-04758-1
  - Die Menschen sind los!. Ullstein #31068, 1984, Übersetzer Horst Pukallus, ISBN 3-548-31068-0.
- The Lunatics of Terra, Gollancz, 1984, ISBN 0-575-03464-5
- The Book of Clues, Corgi, 1984, ISBN 0-552-99067-1
  - Auf heisser Spur ... : 24 Criminal-Rätsel für schlaue Detektive. Du Mont, 1987, Übersetzerin Bettina Gruber, ISBN 3-7701-1795-6.
- Maps: The Uncollected John Sladek, Big Engine, 2002, ISBN 1-903468-08-6

Kurzgeschichten
- A Section from the Adventures of I.E.M. (1963)
- Is There Death on Other Planets? (1966)
  - Deutsch: Gibt es den Tod auf anderen Planeten? In: Das Momster und andere Aliens. 1987.
- The Best-Seller (1966)
  - Deutsch: Der Bestseller. In: Das Momster und andere Aliens. 1987.
- The Way to a Man’s Heart (1966, mit Thomas M. Disch)
- The Incredible Giant Hot Dog (1966, mit Thomas M. Disch)
- The Babe in the Oven (1966, auch als The Secret of the Old Custard)
  - Deutsch: Das Geheimnis des alten Eierkuchens. In: Das Momster und andere Aliens. 1987.
- The Poets of Millgrove, Iowa (1966)
- The Atheist’s Bargain (1967, mit Thomas M. Disch)
- The Happy Breed (1967)
  - Deutsch: Die glückliche Menschheit. In: Harlan Ellison (Hrsg.): 15 Science Fiction-Stories II. Heyne (Heyne-Anthologien #34), 1970. Auch als: Die glückliche Spezies. In: Das Momster und andere Aliens. 1987.
- The Discovery of the Nullitron (1967, mit Thomas M. Disch)
- 1937 A.D.! (1967)
  - Deutsch: Anno Domini 1937. In: Das Momster und andere Aliens. 1987.
- Masterson and the Clerks (1967)
  - Deutsch: Masterson und die Angestellten. In: Die Menschen sind los! 1984.
- In the Distance (1968, Theaterstück)
- In the Oligocene (1968, auch als John Thomas)
- No Exit: A One-Act Play (1968, Theaterstück)
- Publish and Perish (1968, auch als John Thomas)
- Seventh Inning Stretch: A One-Act Play (1968, Theaterstück)
- The Design (1968)
- The Singular Visitor from Not-Yet (1968, auch als The Man from Not-Yet)
  - Deutsch: Der seltsame Besucher aus dem Noch-Nicht. In: Das Momster und andere Aliens. 1987.
- Just Another Victim (1968)
- The Switch (1968)
- Timetable (1968)
- You Have a Friend at Fengrove National (1968)
- New Forms (1968)
  - Deutsch: Neue Formulare. In: Frank Rainer Scheck (Hrsg.): Koitus 80. Kiepenheuer & Witsch, 1970. Auch als: Neue Formulare. In: Die Menschen sind los! 1984.
- Now That I’m Free (1968)
- The Sublimation World (1968, auch als J. G. B******)
  - Deutsch: Die Sublimierungswelt. In: Das Momster und andere Aliens. 1987.
- Danny’s New Friends from Deneb (1968, mit Thomas M. Disch)
- Practical Joke (1968)
- A Report on the Migrations of Educational Materials (1968)
  - Deutsch: Ein Bericht über die Abwanderung der Bildungsgüter. In: Das Momster und andere Aliens. 1987.
- Letter (1969)
- The Commentaries (1969)
- The Communicants (1969)
  - Deutsch: Die Kommunikanten – Abenteuer in Management. In: Langdon Jones (Hrsg.): Neue SF: Band 2. Fischer Taschenbuch (Fischer Orbit #32), 1973, ISBN 3-436-01779-5. Auch als: Die Kommunikanten: Ein Abenteuer im Management. In: Die Menschen sind los! 1984.
- The Lost Nose: A Programmed Book (1969)
- The Master Plan (1969)
  - Deutsch: Der Meisterplan. In: Joachim Körber (Hrsg.): Neue Welten. Sphinx (Edition 23), 1983, ISBN 3-85914-410-3.
- The Momster (1969)
  - Deutsch: Das Momster. In: Das Momster und andere Aliens. 1987.
- Anxietal Register B (1969)
  - Deutsch: Neurosenprofil B. In: Die Menschen sind los! 1984.
- The Aggressor (1969)
  - Deutsch: Der Aggressor. In: Das Momster und andere Aliens. 1987.
- Alien Territory (1969)
  - Deutsch: Fremdes Territorium. In: Joachim Körber (Hrsg.): Neue Welten. Sphinx (Edition 23), 1983, ISBN 3-85914-410-3.
- Secret Identity (1970)
  - Deutsch: Geheimidentität. In: Das Momster und andere Aliens. 1987.
- The Misinterpreted Letter (1970)
- 198-, a Tale of “Tomorrow” (1970)
  - Deutsch: 198-, eine Geschichte von „Morgen“. In: Die Menschen sind los! 1984.
- A Game of Jump (1971)
- Comedo (1971)
- Pemberly’s Start-Afresh Calliope or, The New Proteus (1971, auch als H. G. W*lls)
  - Deutsch: Pemberlys Neubeginn-Dampforgel oder Der Neue Proteus. In: Das Momster und andere Aliens. 1987.
- The Short, Happy Wife of Mansard Eliot (1971)
  - Deutsch: Das fett-fröhliche Weib Mansard Eliots. In: Das Momster und andere Aliens. 1987.
- The Man Who Devoured Books (1971)
- The Interstate (1971)
  - Deutsch: Im Überlandbus. In: Die Menschen sind los! 1984.
- By an Unknown Hand (1972)
- The Locked Room (1972)
- The Steam-Driven Boy (1972)
  - Deutsch: Der Dampfmaschinen-Junge. Übersetzt von Lore Straßl. In: Harry Harrison (Hrsg.): Nova 2. Bastei Lübbe Science Fiction Taschenbuch #21040, 1973, ISBN 3-404-09922-2. Auch als: Der Dampfmaschinen-Junge. Übersetzt von Ronald M. Hahn. In: Das Momster und andere Aliens. 1987.
- The Purloined Butter (1972, als *dg*r *ll*n P** und Edgar Allan Poe)
  - Deutsch: Das entwendete Dingsbums: Eine Erzählung von *dg*r *ll*n P**. In: Das Momster und andere Aliens. 1987.
- Engineer to the Gods (1972, als Hitler I. E. Bonner und R*b*rt H**nl**n)
  - Deutsch: Ingenieur der Götter. In: Das Momster und andere Aliens. 1987.
- Broot Force (1972, als Iclick As-I-Move und *s**c *s*m*v)
  - Deutsch: Mit brutaler Gewalt. In: Das Momster und andere Aliens. 1987.
- Joy Ride (1972, als Barry DuBray und *y Br*db*ry)
  - Deutsch: Der Ausflug. In: Das Momster und andere Aliens. 1987.
- The Transcendental Sandwich (1973)
  - Deutsch: Das transzendentale Sandwich. In: Das Momster und andere Aliens. 1987.
- Bill Gets Hep to God! (1973)
- Flatland (1973)
- Name (Please Print): (1973)
  - Deutsch: Namen (bitte in Druckschrift schreiben!): In: Die Menschen sind los! 1984.
- Ralph 4F (1973, als Hugogre N. Backs und H*g* G*rnsb*ck)
  - Deutsch: Ralph 4F. In: Das Momster und andere Aliens. 1987.
- Solar Shoe-Salesman (1973, als Chipdip K. Kill und Ph*l*p K. D*ck)
  - Deutsch: Der Solare Schuhverkäufer. In: Uwe Anton (Hrsg.): Willkommen in der Wirklichkeit: Die Alpträume des Philip K. Dick. Heyne Science Fiction & Fantasy #4713, 1990, ISBN 3-453-04298-0. Auch als: Der Solare Schuhverkäufer. In: Das Momster und andere Aliens. 1987.
- The Great Wall of Mexico (1973)
- One Damned Thing After Another (1973, als A Co-ordainer’s Myth und C*rdw**n*r Sm*th)
  - Deutsch: Eine verdammte Sache nach der anderen. In: Das Momster und andere Aliens. 1987.
- The Moon Is Sixpence (1973, als Carl Truhacker und *rth*r C. Cl*rk*)
  - Deutsch: Der Mond ist ein Groschen. In: Das Momster und andere Aliens. 1987.
- It Takes Your Breath Away (1974)
- Peabody Slept Here (1974)
- The Kindly Ones (1974)
  - Deutsch: Die Freundlichen. In: Herbert W. Franke (Hrsg.): Science Fiction Story Reader 10. Heyne Science Fiction & Fantasy #3602, 1978, ISBN 3-453-30509-4.
- Space Shoes of the Gods: An Archaeological Revelation (1974)
- The Face (1974)
- Another Look (1975)
- Heavens Below: Fifteen Utopias (1975)
- Scenes from Rural Life (1975)
- Elephant with Wooden Leg (1975)
- Machine Screw (1975)
  - Deutsch: Roboter-Romanze. In: Michael Kubiak (Hrsg.): Höhenflüge. Bastei Lübbe Science Fiction Bestseller #22044, 1982, ISBN 3-404-22044-7.
- The Hammer of Evil, or Career Opportunities at the Pascal Business School (1975)
- After Flaubert (1976)
- Undecember (1976)
- Mystery Diet of the Gods: A Revelation (1976, mit Thomas M. Disch)
- Goodbye, Germany? (1977)
- Scenes from the Country of the Blind (1977)
  - Deutsch: Szenen aus dem Land der Blinden. In: Die Menschen sind los! 1984.
- The Future of John Sladek (1977)
- You’d Feel Dizzy (1977)
- Transplant Your Own Heart - A Do-It-Yourself Guide (1977, mit Thomas M. Disch)
- Breakfast with the Murgatroyds (1978)
- The Next Dwarf (1979)
  - Deutsch: Der nächste Zwerg. In: Werner Fuchs (Hrsg.): Strasse der Schlangen. Droemer Knaur (Knaur Science Fiction & Fantasy #5761), 1983, ISBN 3-426-05761-1.
- Some Mysteries of Birth, Death and Population That Can Now Be Cleared Up (1979)
- The Brass Monkey (1979)
  - Deutsch: Der Messing-Affe. In: Maxim Jakubowski (Hrsg.): Quasar 2. Bastei Lübbe Science Fiction Bestseller #22019, 1980, ISBN 3-404-22019-6.
- Robot ‘Kiss of Life’ Drama (1979)
- Guesting (1982)
- Red Noise (1982)
- The Entropy Tango: A Comic Romance (1982)
- An Explanation for the Disappearance of the Moon (1982)
- Calling All Gumdrops (1983)
- John Sladek’s List of Seven Unexplained Mysteries of Our Time (With Explanations) (1983)
- Ursa Minor (1983)
- Answers (1984)
- Fables (1984)
- How to Make Major Scientific Discoveries at Home in Your Spare Time (1984)
- The Island of Dr Circe (1984)
- The Last of the Whaleburgers (1984)
- White Hat (1984)
- Absent Friends (1984)
- Love Among the Xoids (1984)
- Stop Evolution in Its Tracks! (1988)
- Blood and Gingerbread (1990)
- Radio Cats (1990)
- Dining Out (1990)
- Reinventing the Wheel (1992)
- Sweetly Sings the Chocolate Budgie: A Stirring New Adventure of the Green Magician (2002, mit Thomas M. Disch)
- The Floating Panzer (2002, mit Thomas M. Disch)
- The Marching Raspberries: A Thrilling New Adventure of the Pink Avenger and His Faithful Companion Oxbridge (2002, mit Thomas M. Disch)
- United We Stand Still (2002, mit Thomas M. Disch)
- The Real Martian Chronicles (2010)

Sachliteratur
- The New Apocrypha: A Guide to Strange Sciences and Occult Beliefs (1973)
- Arachne Rising: The Thirteenth Sign of the Zodiac (1974, als James Vogt)
- The Cosmic Factor (1978, als James Vogt)
- Judgement on Jupiter (1980, als Richard A. Tilms)